# Sárgalemezű fülőke
A sárgalemezű fülőke (Callistosporium luteo-olivaceum) a pereszkefélék családjába tartozó, Európában és Észak-Amerikában honos, fenyők korhadó anyagán élő, nem ehető gombafaj.

## Megjelenése
A sárgalemezű fülőke kalapja 1,5–4 cm széles; alakja kezdetben domború, majd széles domborúan, széles harangszerűen vagy laposan kiterül. Felszíne fiatalon nagyon finoman hamvas, később sima. Széle fiatalon behajló, később egyenes. Színe sötét olív vagy olívsárga, mézbarna, néha aranysárga. Kálium-hidroxiddal lilásvörös színreakciót ad. 
Húsa vékony, puha, krémszínű, sárgás vagy halvány világosbarna. Szaga nem jellegzetes vagy kissé lisztes-dohos, íze kesernyés. 
Közepesen sűrű lemezei tönkhöz nőttek, néha foggal. A féllemezek gyakoriak. Színük általában sárga vagy aranysárga, ritkán fehéres. 
Tönkje 3–4 cm magas és 0,2-0,3 cm vastag. Alakja hengeres de néha ellaposodik, belül üreges. Felszíne fiatalon finoman hamvas, idővel felső felén vagy teljesen lecsupaszodik. Színe a kalapéval megegyezik. Töve fehér micéliumszálaktól bolyhos. 
Spórapora fehér. Spórája ellipszis alakú, sima, inamiloid, mérete 3,5–5,5 x 2,5–3,5 µm. 

### Hasonló fajok
A sárga pereszke, a sárgalemezű békagomba, az olajsárga fapereszke hasonlíthat hozzá.

## Elterjedése és termőhelye
Európában és Észak-Amerikában honos. 
Fenyők (ritkán lombos fák) korhadó törzsén, tönkjén, ágain él, néha annyira szétbomlott faanyagon, hogy a talajból látszik kinőni. Nyáron és ősszel terem. 

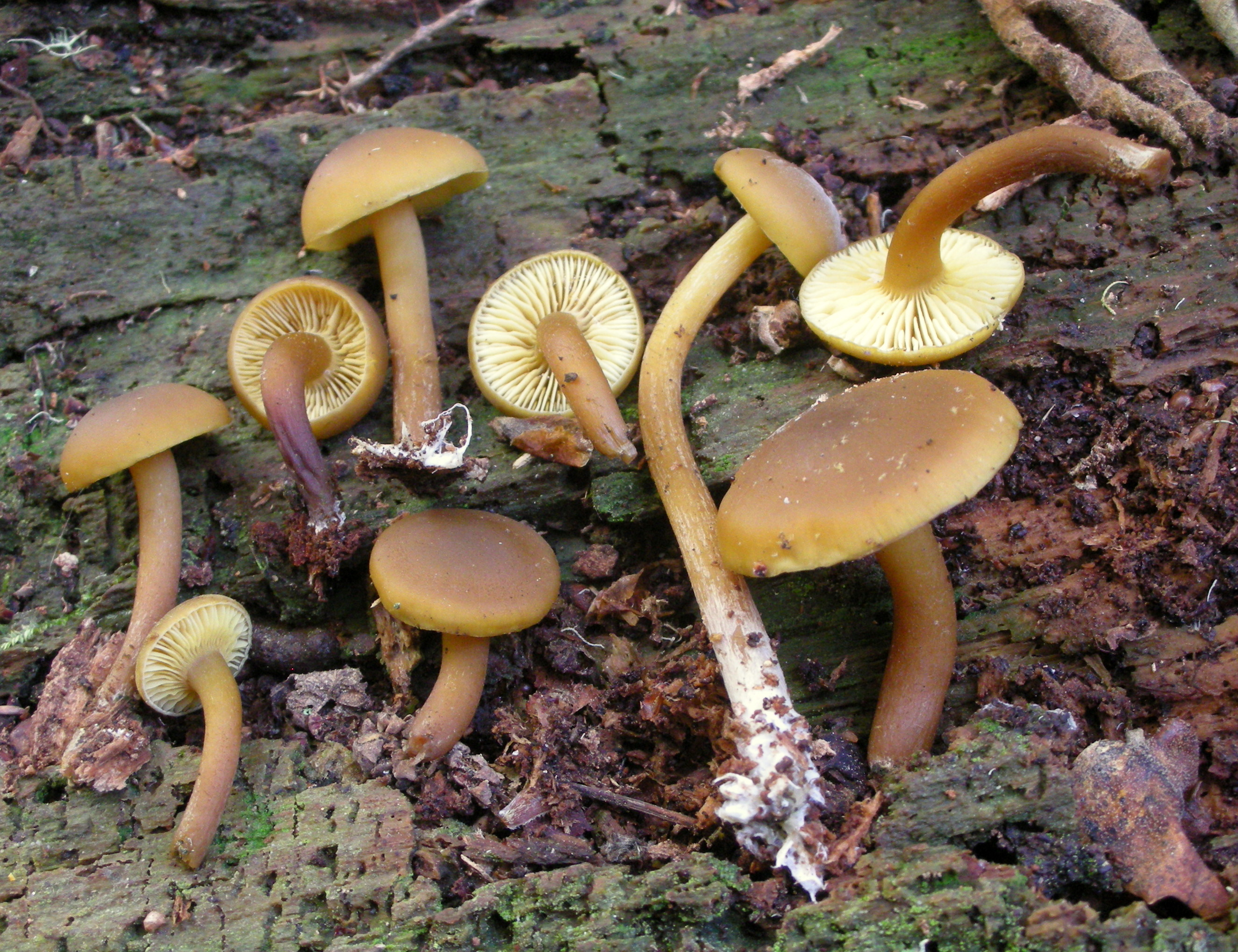
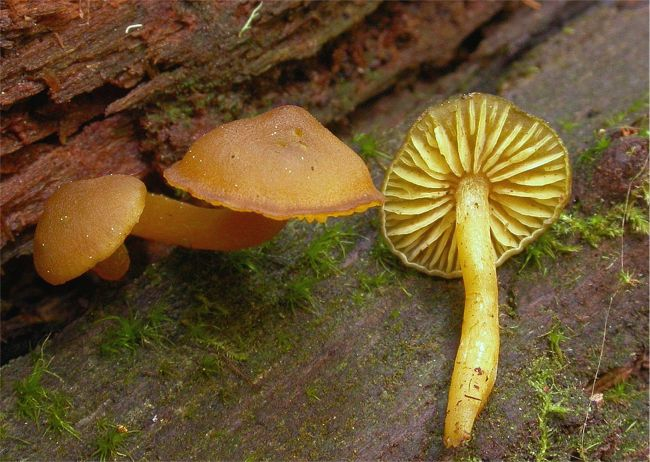
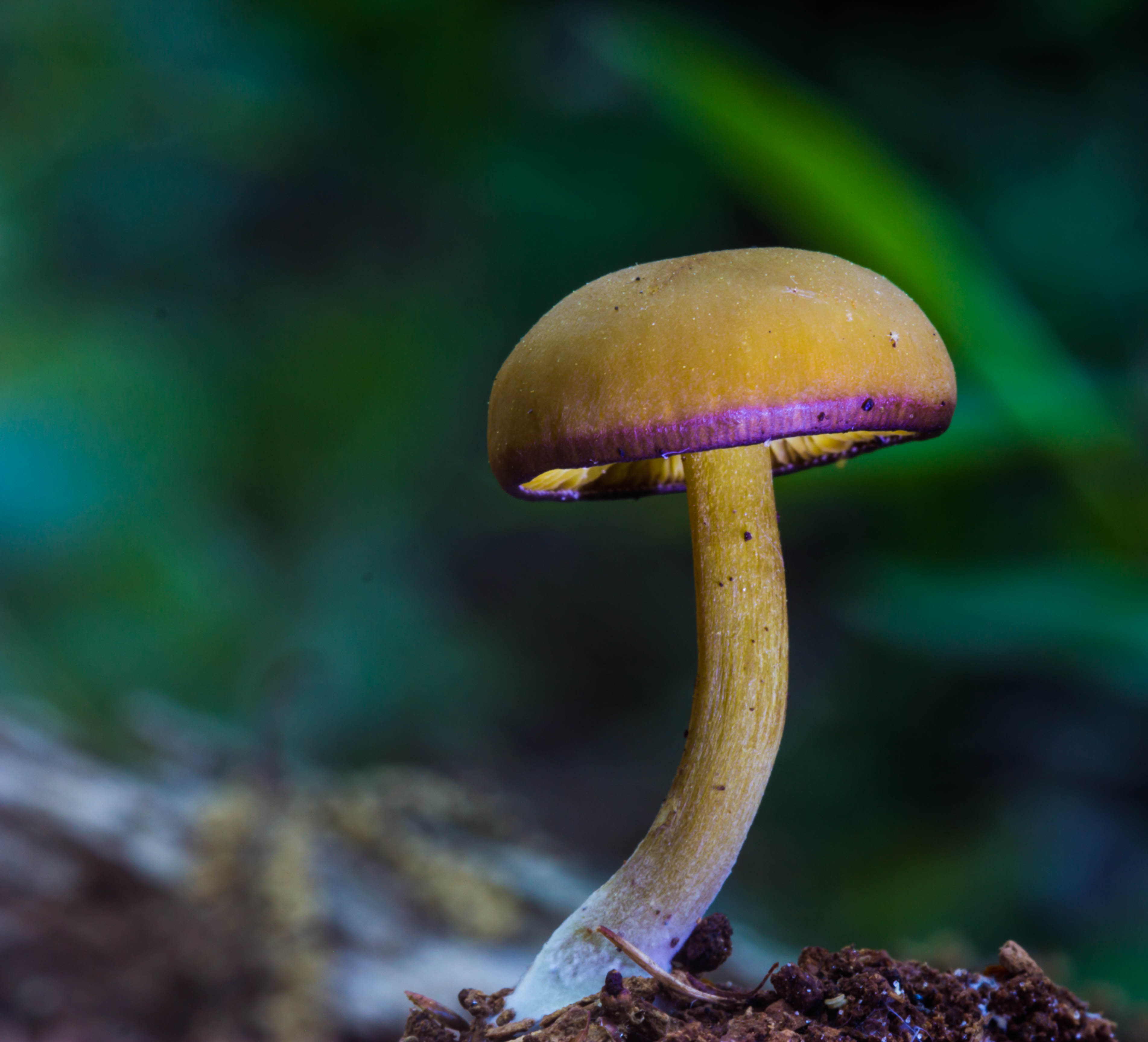
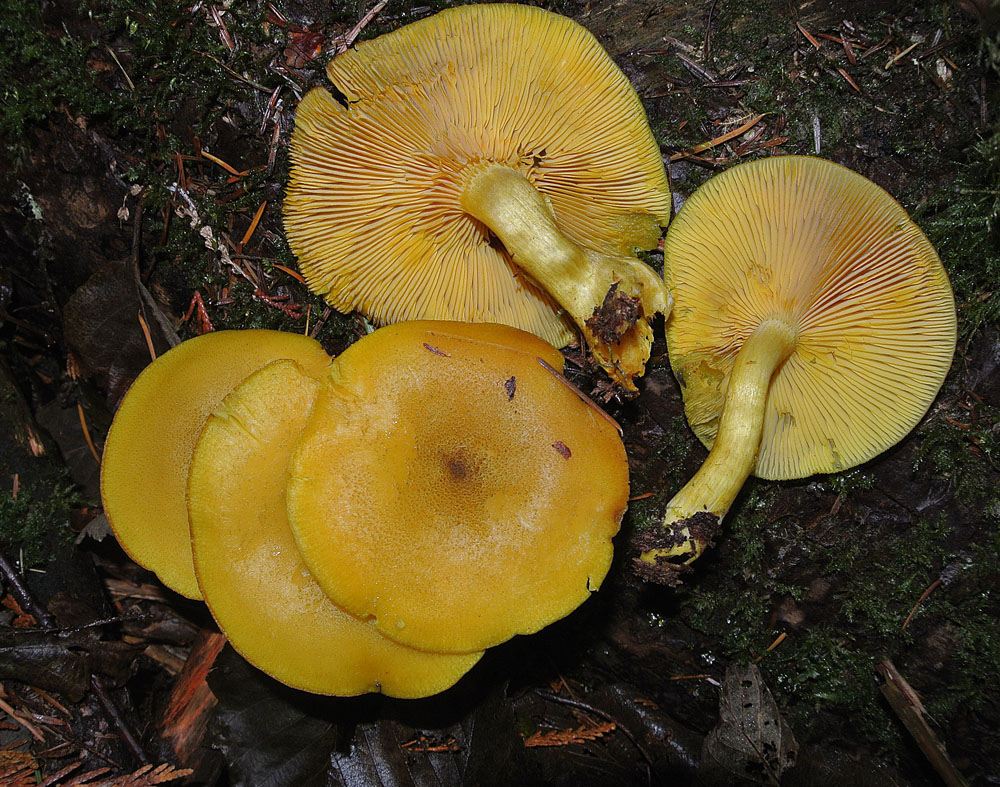
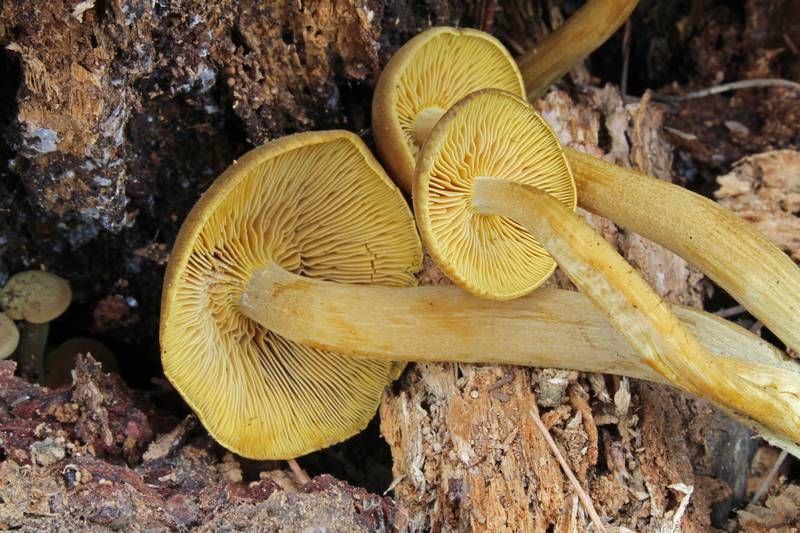

Nem ehető.  